# Дембіни (Вармінсько-Мазурське воєводство)
Дембіни (пол. Dębiny, нім. Borchertsdorf) — село в Польщі, у гміні Вільчента Браневського повіту Вармінсько-Мазурського воєводства.
Населення — 70 осіб (2011).
У 1975-1998 роках село належало до Ельблонзького воєводства.

## Демографія
Демографічна структура станом на 31 березня 2011 року:
|          | Загалом | Допрацездатний вік | Працездатний вік | Постпрацездатний вік |
| -------- | ------- | ------------------ | ---------------- | -------------------- |
| Чоловіки | 34      | 11                 | 22               | 1                    |
| Жінки    | 36      | 5                  | 15               | 16                   |
| Разом    | 70      | 16                 | 37               | 17                   |